# Seoul Vibe - L'ultimo inseguimento
Seoul Vibe - L'ultimo inseguimento (서울대작전?, Seo-ul daejakjeonLR) è un film del 2022 diretto da Moon Hyun-sung.

## Trama
Nei giorni che precedono le Olimpiadi di Seul del 1988, una squadra di piloti e meccanici decide di operare sotto copertura per sventare ed eliminare un giro di riciclaggio di denaro che potrebbe mettere in pericolo l'evento. 

## Distribuzione
Il film è stato distribuito sulla piattaforma Netflix il 26 agosto 2022.